# FC Silon Táborsko
FC Silon Táborsko (celým názvem: Football Club Táborsko) je český profesionální fotbalový klub, který sídlí v Táboře v Jihočeském kraji. Založen byl v roce 2012 po sloučení jihočeských klubů FK Spartak MAS Sezimovo Ústí a FK Tábor. Po svém založení byl nasazen do druhé nejvyšší české fotbalové soutěže a od té doby v ní působí, s výjimkou sezóny 2019/20, kterou Táborsko strávilo ve 3. lize. Největším úspěchem klubu bylo dosažení třetího místa ve druhé nejvyšší soutěži v sezóně 2013/14 a postup do baráže o účast v nejvyšší soutěži v sezóně 2023/24, v níž se Táborsko utkalo s dalším jihočeským klubem Dynamem České Budějovice. Sehrálo dva vyrovnané zápasy, ale mezi elitu se neprobojovalo.
Klubové barvy jsou modrá a bílá. Družstva Táborska hrají své domácí zápasy na celkem čtyřech stadionech. Hlavním je stadion v Kvapilově ulici, který splňuje požadavky pro FNL a hraje na něm mužské družstvo. Dále se jedná o stadion v Sezimově Ústí (Sportovní areál Soukeník) a dva menší táborské stadiony Svépomoc a Viktoria, na kterých hrají mládežnická družstva.
I přes určitou rivalitu mezi fanoušky, Táborsko navázalo roku 2021 spolupráci s Dynamem České Budějovice. Oba kluby propojuje od roku 2022 i postava sportovního ředitele Táborska Martina Vozábala, který podobnou funkci vykonával v minulosti i v Dynamu.

## Soupiska

### A-tým
| #  | Pozice | Hráč           |
| -- | ------ | -------------- |
| 1  | B      | Jan Šťovíček   |
| 2  | O      | Lukáš Havel    |
| 5  | O      | Pavel Novák    |
| 7  | Ú      | Marzuq Yahaya  |
| 8  | Z      | Ondřej Bláha   |
| 10 | O      | Petr Plachý    |
| 12 | Z      | Jakub Zeronik  |
| 13 | Z      | Jakub Barac    |
| 14 | Z      | Jiří Šplíchal  |
| 15 | Z      | Matouš Varačka |
| 16 | Z      | Filip Rataj    |

| #  | Pozice | Hráč               |
| -- | ------ | ------------------ |
| 17 | O      | Michal Řezáč       |
| 18 | B      | Martin Pastornický |
| 19 | O      | Petr Heppner       |
| 22 | Z      | Jiří Kateřiňák     |
| 23 | Z      | Jakub Hora         |
| 25 | Z      | Bojan Đordić       |
| 26 | O      | Tomáš Polyák       |
| 27 | O      | Matouš Nikl        |
| 28 | Z      | Tomáš Hák          |
| 29 | Ú      | Lukáš Matějka      |
| 30 | Ú      | Patrik Voleský     |

### B-tým
Soupiska rezervního týmu, který nastupuje v ČFL
| #  | Pozice | Hráč                |
| -- | ------ | ------------------- |
| 1  | B      | Kryštof Mrzena      |
| 2  | O      | David Žukov         |
| 6  | O      | Jakub Kubovský      |
| 7  | Z      | Patrik Schramhauser |
| 9  | Z      | Lukáš Hrabák        |
| 10 | Ú      | Marek Novák         |
| 12 | O      | Filip Vysušil       |

| #  | Pozice | Hráč            |
| -- | ------ | --------------- |
| 16 | Z      | Adam Špaček     |
| 17 | Z      | Ondřej Praveček |
| 20 | Z      | Petr Javorek    |
| 22 | O      | Eric Fišer      |
| 23 | Z      | Aleš Nešický    |
| 30 | B      | Filip Matoušek  |
| 37 | O      | Matěj Brabec    |

## Známí hráči
- Pavel Novák
- Petr Javorek
- Jakub Navrátil

## Umístění v jednotlivých sezonách
Stručný přehled
Zdroj: 
- 2011–2012: 2. liga
- 2012–2019: Národní liga
- 2019–2020: Česká fotbalová liga – sk. A
- 2020–dosud: Národní liga

Jednotlivé ročníky
Zdroj: 
Legenda: Z - zápasy, V - výhry, R - remízy, P - porážky, VG - vstřelené góly, OG - obdržené góly, +/- - rozdíl skóre, B - body, červené podbarvení - sestup, zelené podbarvení - postup, fialové podbarvení - reorganizace, změna skupiny či soutěže
| Česko (2011 – ) |                              |        |    |    |       |    |    |    |     |    |        |
| Sezóny          | Liga                         | Úroveň | Z  | V  | R     | P  | VG | OG | +/- | B  | Pozice |
| 2011/12         | 2. liga                      | 2      | 30 | 10 | 4     | 16 | 37 | 51 | -14 | 34 | 14.    |
| 2012/13         | Fotbalová národní liga       | 2      | 30 | 8  | 10    | 12 | 35 | 42 | -7  | 34 | 12.    |
| 2013/14         | Fotbalová národní liga       | 2      | 30 | 17 | 8     | 5  | 46 | 27 | +19 | 59 | 3.     |
| 2014/15         | Fotbalová národní liga       | 2      | 30 | 13 | 8     | 9  | 55 | 42 | +13 | 47 | 6.     |
| 2015/16         | Fotbalová národní liga       | 2      | 28 | 9  | 12    | 7  | 39 | 34 | +5  | 39 | 5.     |
| 2016/17         | Fotbalová národní liga       | 2      | 30 | 9  | 9     | 12 | 38 | 48 | -10 | 36 | 10.    |
| 2017/18         | Fotbalová národní liga       | 2      | 30 | 8  | 9     | 13 | 36 | 46 | -10 | 33 | 14.    |
| 2018/19         | Fotbalová národní liga       | 2      | 30 | 6  | 7     | 17 | 37 | 53 | -16 | 25 | 15.    |
| 2019/20         | Česká fotbalová liga – sk. A | 3      | 16 | 12 | 2 / 1 | 1  | 45 | 13 | +32 | 41 | 1.     |
| 2020/21         | Fotbalová národní liga       | 2      | 26 | 8  | 7     | 11 | 25 | 28 | -3  | 31 | 11.    |
| 2021/22         | Fotbalová národní liga       | 2      | 30 | 10 | 10    | 10 | 33 | 34 | -1  | 40 | 8.     |
| 2022/23         | Fotbalová národní liga       | 2      | 30 | 11 | 9     | 10 | 39 | 43 | -4  | 31 | 7.     |
| 2023/24         | Fotbalová národní liga       | 2      | 30 | 13 | 10    | 7  | 41 | 26 | +15 | 49 | 3.     |
| 2024/25         | Fotbalová národní liga       | 2      | 30 | 11 | 8     | 11 | 34 | 30 | +4  | 41 | 4.     |

Poznámky
- 2015/16: Od sezony 2014/15 se hraje v ČFL tímto způsobem: Pokud zápas skončí nerozhodně, kope se penaltový rozstřel. Jeho vítěz bere 2 body, poražený pak jeden bod. Za výhru po 90 minutách jsou 3 body, za prohru po 90 minutách není žádný bod.
- 2022/23: Od nové sezony klub ukončil spolupráci se společností "MAS Kovosvit" s ohledem na ruské majitele. Zdůvodnění člena správní rady Ondřeje Dvořáka: „Po 83 letech jsme z finančních důvodů ukončili spolupráci s firmou MAS Kovosvit, která nás v tomto směru už delší čas nepodporuje. Firma patří pod ruské majitele a jako klub se chceme aktuálně vůči této společnosti vymezit. Spolupráci s Kovosvitem se nebráníme v budoucnu, ale až v době, kdy nebude ten šílenec bombardovat Ukrajinu" [11]
- 2022/23: Po navázání spolupráce s novým titulárním partnerem SILON s.r.o. bude klub vystupovat pod názvem FC SILON Táborsko. [12]